# Eulemur
Eulemur és un gènere de lèmurs. Els membres d'aquest grup són primats de mida mitjana que viuen exclusivament a Madagascar. Tenen el pelatge llarg i generalment marró vermellós. Sovint hi ha dimorfisme sexual respecte a la coloració (dicromatisme sexual), com és el cas en el lèmur negre. Els lèmurs del gènere Eulemur mesuren 30-50 cm de llargada, amb una cua tan llarga com el cos o més. Pesen 2–4 kg.